# Karlo Jurišić
Dr.sc. fra Karlo Jurišić, (Sarajevo, BiH, 13. kolovoza 1918., - Makarska, 14. siječnja 2017.), hrvatski svećenik, franjevac, profesor crkvene povijesti.

## Životopis
Rođen je u Sarajevu u baškovoškoj obitelji. Zaredio se je za svećenika 1942. godine u Makarskoj. Bio je župnik u više župa Makarskog primorja, gvardijan franjevačkog samostana u Zaostrogu. Bio je tajnik Franjevačke provincije Presvetog Otkupitelja, te tajnik Franjevačke bogoslovije u Makarskoj. Profesor je crkvene povijesti u mirovini. Odlikovao ga je dr. Franjo Tuđman Redom Danice Hrvatske s likom Marka Marulića.Nagradu za životno djelo dodijelila mu je Splitsko-dalmatinska županija. Nagrađivan je brojnim nagradama među kojima nagrada za životno djelo Grada Makarske. 
Listovi za koje je pisao su:  Glasnik Gospa Sinjska; Katolička riječ (Split); Istina; Katolički tjednik; Hrvatska straža; Gore srca; Marija; Blagovijest; Glas Koncila; Vjesnik Provincije Presvetog Otkupitelja; Vjesnik splitsko-makarske nadbiskupije; Služba Božja; Vjesnik đakovačke nadbiskupije; Naš zavjet; Svjetionik; Marulić, Naš jezik.
Važnija djela:
- Tri nova priloga o bibliografiji fra A. Kačića, 1956.
- Kačić u umjetnosti (separat), 1960.
- Meštrović i Kačić (separate), 1965.
- Fra Jeronim Filipović, u Sinjskoj spomenici, 1965.
- Stariji hrvatski natpisi makarskog Primorja, Starine, 1966.
- Katolička Crkva na biokovsko - neretvanskom području u doba turske vladavine, 1968.

Preminuo je 14. siječnja 2017. u Makarskoj. Sv.misu zadušnicu 16.siječnja 2017.godine, u samostanskoj crkvi Uznesenja BDM u Makarskoj predvodio je mons.dr. Marin Barišić, splitsko makarski nadbiskup u koncelebraciji sa šezdesetak svećenika i prisustvo mnoštva vjernika. Poslije mise zadušnice, obavljeni su sprovodni obredi, na gradskom groblju sv.Križa u Makarskoj, nakon kojih je tijelo položeno u franjevačku grobnicu.

## Vanjske poveznice
- MISIJA/IKA: Fra Karlo Jurišić preminuo u 99. godini života  Arhivirana inačica izvorne stranice od 31. siječnja 2017. (Wayback Machine), Slobodna Dalmacija, 16. siječnja 2017.
- Fra Karlo: Približio sam se stotoj, ali ovog događaja iz Kozice se jasno sjećam”  Arhivirana inačica izvorne stranice od 31. siječnja 2017. (Wayback Machine), Makarska kronika, 28. travnja 2016.
- Janja Glučina/IvoR: Oproštaj od dr. fra Karla Jurišića: Zadužio nas je svojom ljudskošću i neizmjernim djelovanjem u duhovnom i kulturnom životu  Arhivirana inačica izvorne stranice od 31. siječnja 2017. (Wayback Machine), Makarsko primorje, 17. siječnja 2017.